# デブレツェン - フュゼシャボニ線
デブレツェン - フュゼシャボニ線（ハンガリー語;Debrecen–Füzesabony-vasútvonal）は、ハンガリー国鉄の鉄道線の名称である。路線番号は108。

## 運行形態[1]

### 区間特急(S)
- ティサトー号：　ティサフュレド - フュゼシャボニ - ブダペスト　【夏季、および春季・秋季の休日運行】
夏季を中心に、一日1往復の運行。108号線内は、途中ポロスローのみに停車する。フュゼシャボニ以西は80号線に直通する。
過去の運行形態
2021年に運行を開始した。当初は特別快速(Ex)の種別であった。
2022年度よりバルマズーイヴァーロシュ発着となった。ティサフュレド以東はエジェク、ハラシュトー、ホルトバージに停車していた。
2023年5月より、区間特急(S)に種別変更された[2]。
2024年度6月のダイヤ改正で、ティサフュレドまで再び区間短縮となった。

### 普通
- デブレツェン - フュゼシャボニ - エゲル
2時間に1本の運行。平日午後にはデブレツェン - ホルトバージ間に2時間に1本運行される。ケートゥートケズは、一日2往復を除いて大部分の列車が通過する。キシュマチは、ホルトバージ以南の区間運転を除く大部分が通過する。
過去の運行形態
2017年度以前は、バルマズーイヴァーロシュ以北は各駅停車であった。コーニャには、北行は全列車停車していたが、南行は区間運転列車の多くが通過していた。
2017年末より、朝1便のみ快速運転する列車が、ティサフュレド→デブレツェン間に運行する様になった。
2022年度より、大部分が快速(IR)に格上げされ、フュゼシャボニ以北は87号線に直通する様になった。
2024年度より、87号線への直通を取りやめた他、マチ・イパリ・パルクに全列車停車となった。6月1日より全列車が普通列車に格下げとなった。コーニャはほとんどの列車が停車となった一方で、トーツォーヴェルジ通過の列車も設置された[3]。また、キシュマチ駅が開業した。

## 駅一覧
以下では、ハンガリー国鉄108号線の駅と営業キロ、停車列車、接続路線などを一覧表で示す。
- ■印：全列車停車
- ●印：大部分停車、一部通過
- ○印：一部停車、大部分通過
- ｜印：全列車通過

| 路線名 | 駅名                         | 駅間営業キロ | 累計営業キロ | Sz | 接続路線 | 所在地                       | 所在地                     |
| ------ | ---------------------------- | ------------ | ------------ | -- | --- | ---------------------------- | -------------------------- |
| 108    | デブレツェン駅               | -            | 0.0          | ■  | 100号線（ザーホニ方面、ブダペスト方面） 105号線（ニーラーブラーニ方面）、106号線（ナジケレキ方面） 110号線（フェヘールジャルマト方面） | ハイドゥー・ビハール県       | デブレツェン郡             |
| 108    | トーツォーヴェルジ駅         | 5.3          | 5.3          | ●  | 109号線（ティサレク方面） | ハイドゥー・ビハール県       | デブレツェン郡             |
| 108    | キシュマチ駅(*2)             | 4.8          | 10.1         | ○  | | ハイドゥー・ビハール県       | デブレツェン郡             |
| 108    | マチ・イパリ・パルク駅(*1)   | 1.8          | 11.9         | ■  | | ハイドゥー・ビハール県       | デブレツェン郡             |
| 108    | ナジハート駅                 | 6.8          | 18.7         | ●  | | ハイドゥー・ビハール県       | バルマズーイヴァーロシュ郡 |
| 108    | バルマズーイヴァーロシュ駅   | 8.1          | 26.8         | ■  | | ハイドゥー・ビハール県       | バルマズーイヴァーロシュ郡 |
| 108    | コーニャ駅                   | 8.6          | 35.4         | ●  | | ハイドゥー・ビハール県       | バルマズーイヴァーロシュ郡 |
| 108    | ホルトバージ駅               | 6.6          | 42.0         | ■  | | ハイドゥー・ビハール県       | バルマズーイヴァーロシュ郡 |
| 108    | ホルトバージ・ハラシュトー駅 | 6.4          | 48.4         | ●  | | ハイドゥー・ビハール県       | バルマズーイヴァーロシュ郡 |
| 108    | オハト・プスタコーチ駅       | 9.6          | 58.0         | ●  | | ハイドゥー・ビハール県       | バルマズーイヴァーロシュ郡 |
| 108    | エジェク駅                   | 5.1          | 63.1         | ■  | | ハイドゥー・ビハール県       | バルマズーイヴァーロシュ郡 |
| 108    | ティサフュレド駅             | 9.8          | 72.9         | ■  | 103号線（カルツァグ方面） | ヤース・ナジクン・ソルノク県 | ティサフュレド郡           |
| 108    | ポロスロー駅                 | 8.8          | 81.7         | ■  | | ヘヴェシュ県                 | フュゼシャボニ郡           |
| 108    | ケートゥートケズ駅           | 8.1          | 89.8         | ○  | | ヘヴェシュ県                 | フュゼシャボニ郡           |
| 108    | エゲルファルモス駅           | 3.5          | 93.3         | ■  | | ヘヴェシュ県                 | フュゼシャボニ郡           |
| 108    | メゼータールカーニ駅         | 3.5          | 96.8         | ■  | | ヘヴェシュ県                 | フュゼシャボニ郡           |
| 108    | フュゼシャボニ駅             | 5.8          | 102.6        | ■  | 80号線（ブダペスト方面、ミシュコルツ方面） 87号線（エゲル方面）                                                                        | ヘヴェシュ県                 | フュゼシャボニ郡           |

(*1): 2023年8月開業。
(*2): 2024年6月開業Június 1-jétől módosul a menetrend a Debrecen–Füzesabony és a Füzesabony–Eger vonalon。